# Trisetaria nitida
Trisetaria nitida är en gräsart som först beskrevs av René Louiche Desfontaines, och fick sitt nu gällande namn av René Charles Maire. Trisetaria nitida ingår i släktet Trisetaria och familjen gräs. Inga underarter finns listade i Catalogue of Life.